# Johnny Wijk
Johnny Wijk, född 31 augusti 1955, är svensk historiker, lektor vid Stockholms universitet. Wijk har huvudsakligen forskat om idrottens historia.